# Raïon de Velsk
Le raïon de Velsk (en russe : Ве́льский райо́н, Velski raïon) est une subdivision administrative (raïon) et une municipalité (raïon municipal) de l'oblast d'Arkhangelsk dans le Nord de la Russie européenne. Situé dans le sud de l'oblast, à la frontière avec l'oblast de Vologda, le raïon se situe dans une plaine, et est traversée par la Dvina septentrionale. Son centre administratif est le ville de Velsk, et il compte en tout 322 localités, réparties en 21 municipalités. Sa population s'élevait à 45 261 habitants en 2023.

## Géographie
Le raïon se situe dans l'oblast d'Arkhangelsk, un sujet de la fédération de Russie situé dans le Nord de la Russie européenne. Le sujet fait partie du district fédéral du Nord-Ouest, et il inclus comme tout l'oblast dans la région du Nord. Comme tout l'oblast, il est situé dans le fuseau horaire MSK (heure de Moscou). Le décalage horaire appliqué par rapport au temps universel coordonné est +03:00.

## Transports
La route fédérale M8, qui relie Moscou vers le sud à Arkhangelsk en direction du nord, dessert le raïon.